# VARIOUS DAYLIFE
『VARIOUS DAYLIFE』（バリアスデイライフ）は、ドキドキグルーヴワークスが開発しスクウェア・エニックスよりApple Arcadeで2019年9月20日に配信されたゲームソフト。
2022年9月14日発売のNintendo Switch版とSteam版、および同年9月16日発売のPlayStation 4版はカタカナ表記の『バリアスデイライフ』を正式タイトルとしている。

## 概要
『オクトパストラベラー』『ブレイブリーデフォルト』を手掛けたスクウェア・エニックスの「浅野チーム」による、RPG世界の“日常”を体験することをテーマとしたRPG。また、「スマートデバイスに特化すること」も開発コンセプトとして掲げられている（「デバイスを片手で縦に持ち、親指一本で遊ぶことができる仕様」を意識したという経緯から配信初期は縦画面のみ対応となっていたが、その後のアップデートにより横画面でのプレイにも対応している）。
Apple Arcade版は2022年8月12日に配信終了し、1か月後の9月14日にNintendo Switch版とSteam版が発売、9月16日にPlayStation 4版が発売された。
2023年1月23日よりスマートフォン（iOS/Android）版が配信開始。

## 経緯
本作は元々スマートフォン向けの「遊び切り」ゲームとして開発されており、当初は5000円の買い切りアプリとして販売される予定であったが、開発の際Appleから「Apple Arcadeのサービス開始にともなう、新たなコンテンツが欲しい」との誘いを受けたことからApple Arcade独占配信タイトルとなった。なおApple Arcadeは月額600円であり、初月（場合によっては3ヶ月）無料となることから、企画・プロデュースを担当した浅野智也は「ゲームがどんどん安くなってしまう!という複雑な思いはあります」と発言している。

## ストーリー
主人公は移植者の１人として帝国歴211年に発見された新大陸アントエシアへと旅立った。移植者の街である新都エレビアで生活をしながら謎多き大陸を踏破するために。

## ゲームシステム
本作では「日々を過ごしながら大陸の踏破を目指す」ことが目的となっており、プレイ面では下記のような「日常パート」と「攻略パート」に分けられている。

### 日常パート
新大陸における拠点である「新都エレビア」での生活を行うパート。システム面では主にキャラクターの育成に関わっている。
仕事をする
配布された求人票から仕事を選び、新都に住む人々と関わり合いながら働く。
新しいジョブやスキル、経験値、そして報酬が獲得できるため、本作における基本的な金策であり、主人公の育成策にもなっている。
主人公は「レベル」の他にも「HP」、「筋力」といったステータスにも経験値が設定されている。各ステータスの経験値が一定以上となると「ランク」が上昇し、ステータス値も上昇するというシステムとなっている。
また上記ステータスの他に「体力」と「気分」というステータスがあり、こちらは仕事の成果、故障率に関わってくる。
- 「体力」が少ない状態だと、仕事を行った後に療養が必要になる危険性が高くなってしまう。療養状態になるとしばらくどのコマンドも行えなくなる他、各ステータスの経験値も減少してしまう。この危険性の確率については「故障率」として表示されており、「体力」の他にも選択する仕事の負荷の大きさにより確率が変化する。
- 「気分」が高いほど仕事が成功しやすくなる。大成功(excellentと表示される)すると成功時の3倍の報酬金額が獲得できるが、逆に失敗（failと表示される）すると成功時の0.1倍しか獲得出来なくなる。

また本作には連続で仕事を行う「連勤」システムがあり、連勤数が多くなるほどレベルの経験値に倍率が掛けられ、レベルアップしやすくなる仕様となっている。
連勤数は最大999までカウントされる。
仲間を特訓する
仲間キャラクターの育成は別途お金を支払って行う。一度の特訓で強化出来るキャラクターは１人であり、1レベルずつ上昇する。また対象となるキャラクターのレベルが上がるほど、金額と経過日数が増えていく仕様となっている。
エレビア移動
新都エレビアを散策し、各施設（後述）ごとにコマンドを行ったり、仲間達とおでかけすることができる。「体力」や「気分」を回復できる他、コマンドによっては大きくステータスを上昇させることが可能。プレイ最初期では行えないが、ある程度進行することで同名のコマンドから選択した施設に直接移動することも可能になる。
また各施設のNPC達と「話す」ことで該当ステータスの一時的な強化、仕事の報酬金額が増加するなどの恩恵を得ることもできる。
「話す」の内容については、NPC達の過去や日常、本国や新大陸について、さらにはメインキャラクター達に関するストーリーの本筋で触れられないような細かな部分の話など様々である。
仲間をおでかけに誘う
エレビア移動時に各キャラクターの元に行くことで実行可能。
仲間キャラクター達には「親密度」が設定されており、誕生日を祝う、催し事に参加するなどで親交を深めることにより上昇させることができる。
仲間をおでかけに誘うのもその方法の１つであり、任意の場所を選んで出掛けることが可能。各キャラクターの好きな場所へ誘って出掛ければ「親密度」を上昇させられる。
「親密度」が一定値まで到達するとイベントが発生する他、各キャラ固有の「必殺技」が強化される。
また選択肢では補足されていないものの、仲間と出掛けることで「気分」も回復可能である。

### 攻略パート
第七次移植民である主人公は「外征」を義務付けられている。仲間と協力し、人類の敵である「蛮族」を退けながら大陸の踏破を目指していくパート。マップの進行や敵モンスターとの戦闘を行う。
外征の準備
「外征」に向かう前にはギルドで依頼を選択し、主人公以外の3人のメンバーとアイテムを選択する必要がある。また、アイテムは持ち込める数が限られている。
マップの進行
本作では「外征」時の移動は自動で行われるが、その間キャラクター達は最大HPが常に減少していく。減少した最大HPは「キャンプ」で食事を行うことで回復が可能となっている。ただし食事を行うためにはアイテムとして「食料」を持っていなければならなず、「食料」は時間が経過すると腐ってしまう。
キャンプ
減少した最大HPを回復させるために「食事」を行ったり、HP・MPを回復するために「睡眠」を取ることができる。ただし「食事」には前述の通り「食料」が、「睡眠」には「魔物除けのお香」が必要となる。
戦闘
移動中に敵と遭遇することで戦闘が開始される。本作の戦闘はターン制のコマンド式となっている他、独自のシステムとして「Change」「Chain」「Chance」という 3つのCHAを利用して行われる。
- Change …炎の魔法で火だるまになる、水の魔法で水浸しになる、などの「状態異常」が付与された状態を意味する。
- Chain …「Change」の状態でさらに「状態異常」を変化させた状態となる。「Chain」は最大で 10Chain まで溜めることが可能。
- Chance …水浸しの敵に雷の魔法を使うなど、「Change」や「Chain」の状態になった対象に特定の攻撃を行うとその攻撃が強化される状態。いわば「トドメの一撃」。「Chain」が多いほどダメージが大きく上昇する。

また「Change」もしくは「Chain」の状態になるのは敵だけではなく味方も同様。味方が「Change」もしくは「Chain」の状態で特定の攻撃を受ける場合には「Danger」と表示される。

## エレビア内の施設
新都エレビアは大きく「メインストリート」「港エリア」「雑踏小道」「バックストリート」「ロッテルム宮殿」の5つに分けられており、下記のような施設が存在している。

### メインストリート
自宅
主人公（プレイヤー）に与えられた住処。仕事や仲間の特訓を行う他、「体力」を回復するためにベッドで「休む」ことなどが可能。ただしベッドで休んだ場合は連勤のカウントがリセットされてしまう。
ギルド
様々な「依頼」が集まる場所。こちらで「依頼」を選択することで「外征」を行うことができる。「依頼」にはメインストーリーに関連するものと、しないものがある。
宮殿出張受付所
上陸した移植者の個人情報の登録など、事務的な手続きを行う施設。指定の金額を支払うことで「求人票」の再配布をしてもらえる。
武具屋
武器や防具、アクセサリーなどの装備を扱っている施設。本作では武器は職業ごとに違っており（戦士は斧、書司は魔術書、給仕はトレイ など）、防具は各キャラクターごとに装備可能なものが異なっている。
道具屋
薬などの道具を扱っている施設。回復アイテムや攻撃アイテム、キャンプ時の「睡眠」に必要な「魔物除けのお香」などが購入できる。
教会
移植民達が祈る場所でもあり、怪我人を治療する場所でもある施設。祈りを捧げることでステータスが上昇する他、修道士たちによる「噂話」を聞くことができる。

### 港エリア
市場
様々な商品が並ぶ場所。食料を購入することができる。
波止場
船着場。散歩をすることでステータスが上昇する他、船乗りたちの「噂話」を聞くことができる。特定の条件を満たすことで釣りも可能となる。
サーカス
サーカスショーを楽しむことできる娯楽施設。ショーを観覧することでステータスが上昇する他、観客達の「噂話」を聞くことができる。特定の条件を満たすことで飛び入りで参加して踊ることも可能となる。

### 雑踏小道
酒場
移植民達が明日の英気を養う施設。 酒を注文して「気分」を回復させられる他、酒の種類により異なるステータスを上昇させることが可能。
カフェ
移植民達が甘味やジュースなどを楽しむ施設。様々なメニュー選んで「気分」を回復させられる他、メニューごとに異なるステータスを上昇させることが可能。カフェで勉強をすることもできる。
飲食街
様々な屋台が集まる場所。「気が向いた店に入る」ことで「体力」を回復させたりステータスを上昇させられたりするものの、店により効果量が異なる。お金がない場合は「やせ我慢をする」ことも可能。
公衆浴場
移植民達が疲れと汚れを落とす施設。入浴することで「体力」を回復させられる他、他の客達の「噂話」を聞くことができる。
広場
移植民達の憩いの場。「のんびりする」ことでステータスが上昇する他、住民たちの「噂話」を聞くことができる。ジョギングしたり、コイン投げ占いをすることも可能。

### バックストリート
服屋
おしゃれな衣服を取り扱う他、衣服の洗濯なども行ってくれる施設。こちらでも武器や防具、アクセサリーが購入可能だが取り扱う商品が異なっている。他の施設での「話す」とは異なり、「流行情報を教える」ことで追加効果の代わりにお金を貰うことが可能。

### ロッテルム宮殿
謁見の間
エレビアの領主に謁見できる場所。午前中のみ立ち寄ることが可能。謁見してステータスを上昇させられる他、領主が聞いたという「噂話」を聞くことができる。
議事堂
新都における法律について議論が行われている施設。議会を傍聴することでステータスを上昇させられる他、議員達による「噂話」を聞くことができる。
書物庫
膨大な書物や資料が収められている施設。本を閲覧することでステータスを上昇させられる他、気になる記述を見つけることができる。
兵士詰所
火使剣兵や風使槍兵、騎士達の待機場所。模擬戦を行うことでステータスを上昇させられる他、兵士たちの「噂話」を聞くことができる。

## 用語
本作に登場する用語の一部について記載する。
新大陸
本作の舞台となる大陸のこと。帝国歴211年に発見され「アントエシア」と命名された。1つの大陸に平原、砂漠、火山など様々な地形が存在している。
かつては文明が存在していたものの、現在ではその名残として石板や遺跡などが点在するのみとなっている。作中ではこの文明を「古代文明」と呼んでいる。
本国
帝国のこと。皇帝と一握りの貴族のみが権力を握っており、貧富の差が激しい。新大陸とは違い、個人が自由に職を選ぶことも出来ない。エレビアの移植民達の多くは本国から志願してやって来ている。
移植民
帝国歴212年に初上陸以降、乗船して新大陸へやって来る人々。上陸した順番により「第一次移植民」「第二次移植民」といったように分けられており、主人公（プレイヤー）を含む第七次移植民は「外征」が義務付けられるようになった。貧民から富裕層、移民まで、本国での立場は様々となっている。
外征
新都エレビアの外に広がる未開拓地を切り開くための調査。天候の変化への対応や魔物、特に「蛮族」との戦闘などを避けられないため危険。新都の外での活動は、本来は皇子の私兵である「風使槍兵」の領分であるらしい。以前はエレビアの整備を優先していたため、第七次移植民が上陸してから外征が本格化することとなった。
蛮族
新大陸の先住者。「外征」が進まない最大の理由とされる。魔物の一種であるが並の魔物より精強にして狡猾、さらに群れで行動する習性を持つため非常に厄介な存在。第一次移植民のほとんどが犠牲になったと言われている。

## キャラクター

### メインキャラクター
主人公（プレイヤー）
本作の主人公。第七次移植民の男性。容姿を選択可能であり、容姿によりボイスも変化する。
本国での立場、新大陸行きを志願した理由などはゲーム序盤で選択出来るが、それ以外についてはプレイヤーの想像に委ねられている。
システム面では全キャラクターの中で唯一作中で登場する全てのジョブを習得可能なキャラクター。
ブルーノ・システィーナ
声 - 堀総士郎
主人公が所属する外征ギルド「ブルーノ組」のリーダーを務める「戦士」。大柄だが物腰柔らかな青年。孤児院育ちであり、妹のウィラとは血が繋がっていない。
ジルダ・ワーズワース
声 - 早見沙織
宮殿で働く真面目な性格の「書司」。見た目に反して大食漢で、特技は超高速の写本。エフィルの親友であり、ロゼルタの部下。
エフィル・メイ
声 - 東山奈央
酒場の看板娘として働く、明るく元気な性格で人気のある「給仕」。泣きボクロがチャームポイント。アプリアイコンにもなっているキャラクター。
メルハード・マルロ
声 - 加瀬康之
協会に所属する「修道士」。聖職者だが酒好き。一見素行不良だが、面倒見の良さから街の人々に信頼されている。
アデレード・シヴァール
声 - 伊藤静
国に忠誠を誓った「騎士」。真面目な性格で厳しいが、面倒見がよく部下から慕われている。少し世間離れしたところもある。
ルベンス・クロフト
声 - 柿原徹也
オシャレと女性が好きな「仕立て屋」。エレビア最大手武具屋の店主の息子。現在は勘当されているものの、才能を活かし仕立て屋として独り立ちの真っ最中。
オライオン・クルス
声 - 稲田徹
皇子に仕える「火使剣兵」。火使剣兵達をまとめる隊長として、騎士団と共にエレビアの治安維持を任されている。『皇子の右腕』と称されるほどの実力者。
ロゼルタ・シューラー
声 - 遠藤綾
皇子直属の「学者」。大陸調査に関する全権を統括している。自他共に認める優秀な人物だが、トラブルメーカーでもある。
ファナ・トリプト
声 - 水瀬いのり
未知の食材を求めて新大陸へとやってきた「料理人」。『人を笑顔にする』ことを信条として行動する心優しい性格。リュート弾きの親友がいる。

### NPC
ウィラ
声 - 青木瑠璃子
ブルーノの血の繋がらない妹。車椅子の女性。第一次移植民としてやってきて以来、謎の病におかされてしまい弱っている。
エルフリック・ドラクロワ
声 - 諏訪部順一
帝国の第三皇子であり、新都エレビアの領主。帝国より新大陸の統治者として任命され、第一次移植民達と共に上陸した。英明であると評判の人物。
上記以外にも、様々な移植民達が生活を営んでいる。

## 『オクトパストラベラー』との関連について
本作では一部キャラクターやアビリティの名前、出現する一部の魔物、作中で使用されている文字などオクトパストラベラーとの関連を感じさせる要素が多く存在する。これについて本作のプロデューサーであり、シナリオディレクションも担当した早坂将昭は「ぜひそのあたりも、いろいろと想像しながら楽しんでもらえるとうれしいです」、「世界観のつながりを感じさせる、イースターエッグ的な要素を散りばめています」と発言している。

## 関連書籍
BRAVELY DEFAULT II Design Works THE ART OF BRAVELY 2021 ISBN 978-4-7575-7023-8
本作のキャラクターの設定画や作中に使用されたイラストなどが一部収録されている。